# Emine Selda Kırdemir
Emine Selda Kırdemir (* 1. Dezember 1998) ist eine türkische Leichtathletin, die sich auf den Siebenkampf spezialisiert hat, aber auch im Weitsprung startet.

## Sportliche Laufbahn
Erste internationale Erfahrungen sammelte Emine Selda Kırdemir im Jahr 2017, als sie bei den Balkan-Meisterschaften in Novi Pazar mit 3741 Punkten den sechsten Platz im Siebenkampf belegte und zwei Jahre später wurde sie bei den Balkan-Meisterschaften in Prawez mit 4711 Punkten Fünfte. 2021 belegte sie bei den Balkan-Hallenmeisterschaften in Istanbul mit 5,64 m den vierten Platz im Weitsprung und bei den Freiluftmeisterschaften in Smederevo gewann sie mit 4733 Punkten die Bronzemedaille im Siebenkampf.
2019 wurde Kırdemir türkische Meisterin im Siebenkampf sowie 2020 und 2022 im Hallenfünfkampf. Zudem wurde sie 2021 Hallenmeisterin im Weitsprung.

## Persönliche Bestleistungen
- Weitsprung: 5,81 m (+1,8 m/s), 25. Juni 2019 in Bursa
  - Weitsprung (Halle): 5,82 m, 6. Februar 2021 in Istanbul
- Siebenkampf: 4733 Punkte, 27. Juni 2021 in Smederevo
  - Fünfkampf (Halle): 3536 Punkte, 31. Januar 2021 in Istanbul